# Telmatobius mayoloi
Telmatobius mayoloi är en groddjursart som beskrevs av Salas och Ulrich Sinsch 1996. Telmatobius mayoloi ingår i släktet Telmatobius och familjen Ceratophryidae. IUCN kategoriserar arten globalt som starkt hotad. Inga underarter finns listade i Catalogue of Life.